# Ofer Cassif
Ofer Cassif (hébreu : עופר כסיף, né le 25 décembre 1964) est un universitaire et homme politique israélien. Membre de la Knesset, il représente le parti Hadash (Front démocratique pour la paix et l’égalité) sur la liste unifiée, dont il est le seul député juif.

## Biographie
Ofer Cassif nait à Rishon LeZion, le 25 décembre 1964. Il fréquente l'école primaire de Shalmon et le gymnasium Reali. Grandissant dans une famille soutenant le Mapai, il rejoint le groupe de jeunes du Camp de gauche d'Israël à l'âge de 16 ans. Pendant son service militaire dans les Forces de défense israéliennes, il sert dans la brigade de parachutistes Nahal. Il étudie ensuite la philosophie à l'Université hébraïque de Jérusalem. Il obtient un doctorat en philosophie politique à la London School of Economics avant de faire un stage postdoctoral à l'université Columbia. Il devient maître de conférences en sciences politiques à l'université de Tel Aviv et au Sapir Academic College.
Intégrant la sphère politique, il travaille comme secrétaire parlementaire du député Hadash Meir Vilner. Avant les élections à la Knesset d'avril 2019, il se classe cinquième sur la liste conjointe Hadash- Ta'al. En mars 2019, la Commission électorale centrale lui interdit de se présenter aux élections, en raison de déclarations jugées provocantes. C'est alors la première exclusion individuelle en politique en Israël. Cependant, la Cour suprême annule cette décision. L'alliance remportant six sièges, il devient député à la Knesset.
En avril 2021, venu participer à une manifestation contre l'expansion d'une colonie israélienne dans un quartier palestinien de Jérusalem, il est violemment frappé par des policiers israéliens et doit être hospitalisé. En réaction à ces faits, le journaliste Gideon Levy lui consacre un article dans Haaretz, dans lequel il le qualifie d'antisioniste. Ainsi, d'après l'article, la position de Cassif, considérée comme "inadmissible" en Israël (chose que l'auteur remet en question), dérange à la fois la droite et la gauche israéliennes.
Il s'oppose à la destruction des villages bédouins dans les territoires palestiniens occupés et participe à des manifestations de protestation. En mai 2022, en dépit de son statut de député, il se voit interdire par la police l'accès à Masafer Yatta, subit un interrogatoire et est menacé de mort par un policier.
Lors de la guerre à Gaza depuis 2023, Ofer Cassif soutient d'abord des propos qui lui valent une première suspension à la Knesset, propos selon lesquels il apparente les plans de l'armée israélienne à la solution finale.
Puis, il approuve la démarche de l’Afrique du Sud devant la Cour internationale de justice dénonçant un génocide dans l’enclave palestinienne et condamne les crimes de guerre perpétrés par l’armée israélienne, notamment l'assaut de l'hôpital Al-Shifa à Gaza. De par ses positions, il est la cible de l’extrême droite qui tente de le faire expulser définitivement du parlement israélien. Il est l'un des rares parlementaires israéliens à s’être opposé à la désignation de l'Office de secours et de travaux des Nations unies pour les réfugiés de Palestine dans le Proche-Orient, comme organisation terroriste.
Le 11 novembre 2024, la commission d’éthique de la Knesset a voté à l’unanimité pour suspendre Ofer Cassif pendant six mois à la suite de ses déclarations sur la guerre à Gaza, notamment un tweet où il qualifiait des combattants palestiniens en Cisjordanie occupée de « combattants de la liberté ». La commission l'a également accusé de soutenir une motion sud-africaine accusant Israël de génocide à Gaza devant la Cour internationale de justice. Cassif a contesté, affirmant qu’il soutenait simplement l'examen des preuves, mais la commission a rejeté cet argument, estimant qu’il adhérait implicitement à l'accusation de génocide. Ofer Cassif réagit en affirmant qu'il ne resterait « jamais silencieux face aux crimes de guerre, à la famine, aux massacres de Gaza » et pointe la « fascisation croissante de la société israélienne ». Il échappe ensuite de justesse à une destitution définitive de son mandat de député lors d'un vote de la Knesset, 85 des 120 parlementaires ayant voté la destitution (90 étaient nécessaires).
Ofer Cassif est marié et a un fils. Il vit à Rehovot.